# Грчка на Светском првенству у атлетици у дворани 2022.
Грчка је на 18. Светском првенству у атлетици у дворани 2022. одржаном у Београду од 18. до 20. марта учествовала осамнаести пут, односно учествовала је на свим првенствима до данас. Репрезентација Грчке имала је 6 учесника (3 мушкарца и 3 жене), који су се такмичили у 6 дисциплина (3 мушке и 3 женске).,
На овом првенству Грчка је по броју освојених медаља делила 14. место са 1 златном медаљом.
У табели успешности према броју и пласману такмичара који су учествовали у финалним такмичењима (првих 8 такмичара) Грчка је са 1 учесником у финалу делила 28. место са 8 бодова.
| Плас. | Земља | 1. место | 2. место | 3. место | 4. место | 5. место | 6. место | 7. место | 8. место | Бр. финал. | Бод. |
| ----- | ----- | -------- | -------- | -------- | -------- | -------- | -------- | -------- | -------- | ---------- | ---- |
| =28.  | Грчка | 1        | 0        | 0        | 0        | 0        | 0        | 0        | 0        | 1          | 8    |

## Учесници
| Мушкарци: - Костадинос Дувалидис — 60 м препоне - Милтијадис Тентоглу — Скок удаљ - Николаос Андријакопулос — Троскок | Жене: - Рафаилиа Спаноудаки-Хатзирига — 60 м - Ирини Василиоу — 400 м - Елисавет Песириду — 60 м препоне |  |

## Освајачи медаља (1)

### Злато (1)
- Милтијадис Тентоглу — Скок удаљ

## Резултати

### Мушкарци
| Атлетичар               | Дисциплина   | Лични рекорд | Квалификације | Квалификације | Полуфинале           | Полуфинале           | Финале               | Финале       | Детаљи |
| Атлетичар               | Дисциплина   | Лични рекорд | Резултат      | Место         | Резултат             | Место                | Резултат             | Место        | Детаљи |
| ----------------------- | ------------ | ------------ | ------------- | ------------- | -------------------- | -------------------- | -------------------- | ------------ | ------ |
| Костадинос Дувалидис    | 60 м препоне | 7,59 НР      | 7,77(.769)    | 6. у гр. 2    | Није се квалификовао | Није се квалификовао | Није се квалификовао | 32 / 44 (46) |        |
| Милтијадис Тентоглу     | Скок удаљ    | 8,60 о       |               |               |                      |                      | 8,55 СРС, ЛРС        |              |        |
| Николаос Андријакопулос | Троскок      | 16,73 о      | 16,05         | 12 / 12 (13)  |                      |                      |                      |              |        |

### Жене
| Атлетичарка                   | Дисциплина   | Лични рекорд | Квалификације | Квалификације | Полуфинале            | Полуфинале            | Финале                | Финале       | Детаљи |
| Атлетичарка                   | Дисциплина   | Лични рекорд | Резултат      | Место         | Резултат              | Место                 | Резултат              | Место        | Детаљи |
| ----------------------------- | ------------ | ------------ | ------------- | ------------- | --------------------- | --------------------- | --------------------- | ------------ | ------ |
| Рафаилиа Спаноудаки-Хатзирига | 60 м         | 7,23         | 7,35(.347)    | 6. у гр. 5    | Нису се квалификовале | Нису се квалификовале | Нису се квалификовале | 32 / 46 (47) |        |
| Ирини Василиоу                | 400 м        | 52,28        | 53,62 ЛРС     | 6. у гр. 4    | Нису се квалификовале | Нису се квалификовале | Нису се квалификовале | 25 / 28      |        |
| Елисавет Песириду             | 60 м препоне | 8,04         | 8,30          | 6. у гр. 4    | Нису се квалификовале | Нису се квалификовале | Нису се квалификовале | 36 / 41 (45) |        |